# Décès en 994
Décès
- 990
- 991
- 992
- 993
- 994
- 995
- 996
- 997
- 998

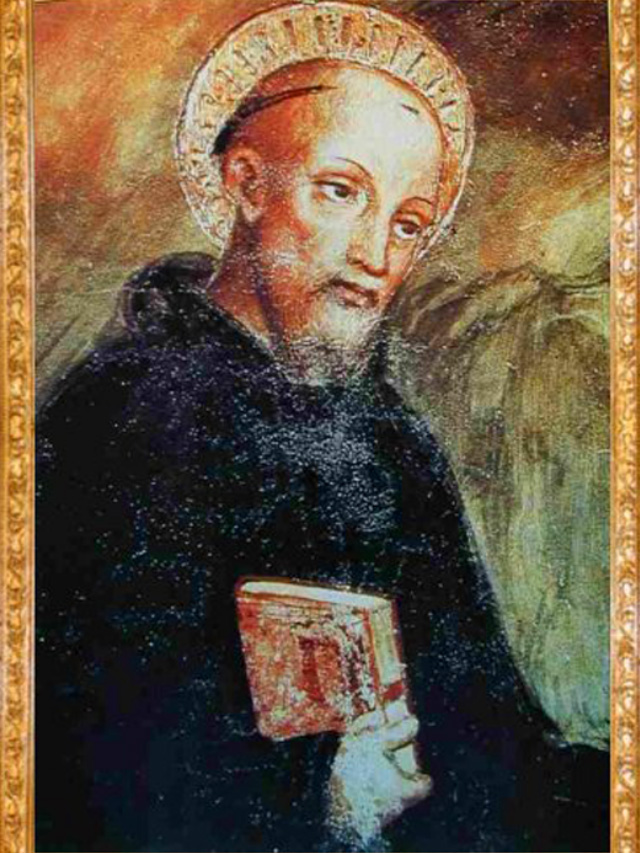
Mayeul de Cluny, mort en 994.

Cette page dresse une liste de personnalités mortes au cours de l'année 994 :
- 23 avril : Gérard de Toul, évêque du diocèse de Toul.
- 11 mai : Maïeul, quatrième abbé de Cluny.
- 25 août : Fujiwara no Michinobu, poète et courtisan japonais du milieu de l'époque de Heian.
- 28 octobre : Sigéric de Cantorbéry, archevêque de Cantorbéry.

- Ali ibn Abbas al-Majusi, médecin et psychologue persan, célèbre surtout pour le Kitab al-Maliki ou Livre de l'art médical, son manuel de médecine et de psychologie.
- Bagrat II, ou Bagrat II Regwen (Régouen) (le Simple ou le Sot), roi titulaire des Kartvels de la dynastie des Bagrations.
- Léopold Ier de Babenberg, premier margrave d'Autriche de la maison de Babenberg.
- Mayeul de Cluny, 4e abbé de Cluny.
- Sanche II de Navarre, roi de Pampelune, puis de Navarre.
- Wolfgang de Ratisbonne, évêque de Ratisbonne en Bavière.
- Fujiwara no Takamitsu, poète de waka du milieu de l'époque de Heian et un noble japonais.
- Al-Muhassin al-Tanûkhî, auteur arabe né vers 940.

date incertaine
- (994 ou 995) :
  - 3 février :  Guillaume Fierabras à l'abbaye de Saint-Maixent (ou en 995)[1].
- vers 994 :
  - Ibn Juljul, ou Sulaymān ibn Ḥasan, Abū Dāwūd, dit Ibn Juljul al-Andalusī, médecin arabe musulman d'Espagne.

## Crédit d'auteurs
- Cet article est partiellement ou en totalité issu de l'article intitulé « 994 » (voir la liste des auteurs).